# ヴィルヘルム・フォン・ライト
ヴィルヘルム・フォン・ライト（Wilhelm von Wright、1810年4月5日 - 1887年7月2日）は、フィンランド生まれの画家、イラストレーター、アマチュア博物学者である。スウェーデンの鳥類図鑑、魚類図鑑などの博物画を描いた。

## 略歴
フィンランドの北サヴォ県のクオピオ近くのHaminalahtiという村に生まれた。17世紀にスコットランドからエストニアのナルヴァに移った商人の先祖からライトの姓は由来している。父親は退役した上級軍人で、兄弟に画家や博物画家になったマグヌス・フォン・ライト(Magnus von Wright: 1805–1868)とフェルディナンド・フォン・ライト（Ferdinand von Wright: 1822-1906)がいる。
1823年に18歳でスウェーデンで働いていた兄のマグヌスのもとに移り、スウェーデンの貴族で鳥類学者のニルス・ボンデ(Nils Bonde)が出版し、100部ほど制作された「スウェーデンの野鳥(Svenska fåglar efter naturen)」のために手彩色の図版を兄と製作したのに始まり

、多くの博物学の書籍の図版を制作した。
ヴィルヘルム・フォン・ライトが単独で図版を制作した博物書には、動物学者のベンクト・フレデリック・フリース（Bengt Fredrik Fries: 1799–1839）とカール・ヤコブ・スンデヴァル（Carl Jakob Sundevall: 1801-1875)の「スカンジナビアの魚類」(1836–1857)があり、フォン・ライトは60点の多色の図版を制作した。スウェーデンの自然愛好家や狩猟者むけの雑誌「Tidskrift för Jagare och Natur Forskaren」の挿絵も描いた。
1829年からスウェーデン美術アカデミーの展覧会にも絵画を出展し、1835年にスウェーデン美術アカデミーの会員に選ばれた。1836年からスウェーデン南西部、ヴェストラ・イェータランド県のウールスト島 (Orust)に住んだ。1845年結婚し、1855年に漁業関係の公職にも任じられたが、ほどなく脳卒中で、体が不自由になった。
1885年にウールスト島で没した。

## 作品

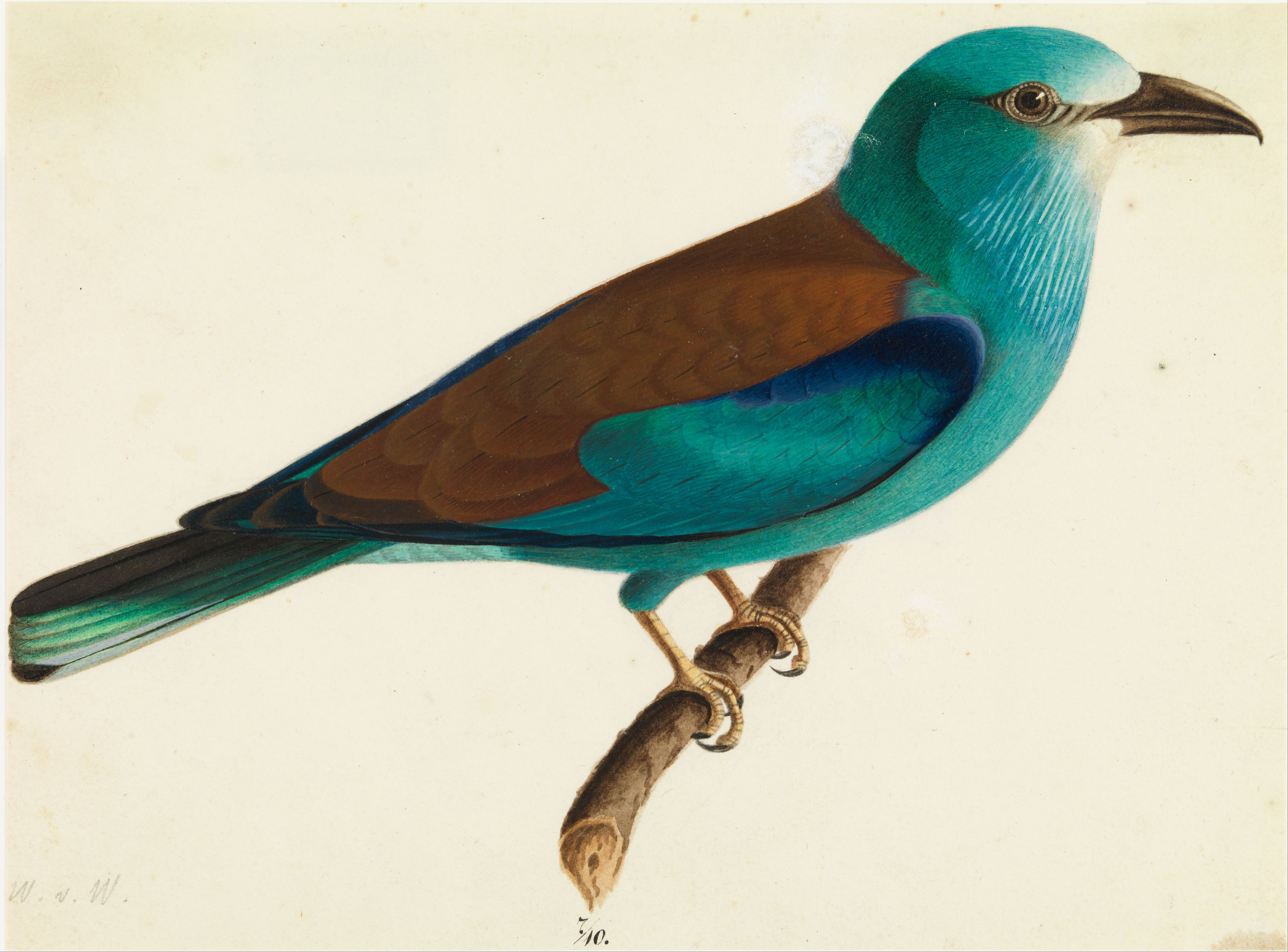
ニシブッポウソウ(Coracias garrulus )、水彩画 エスポー近代美術館
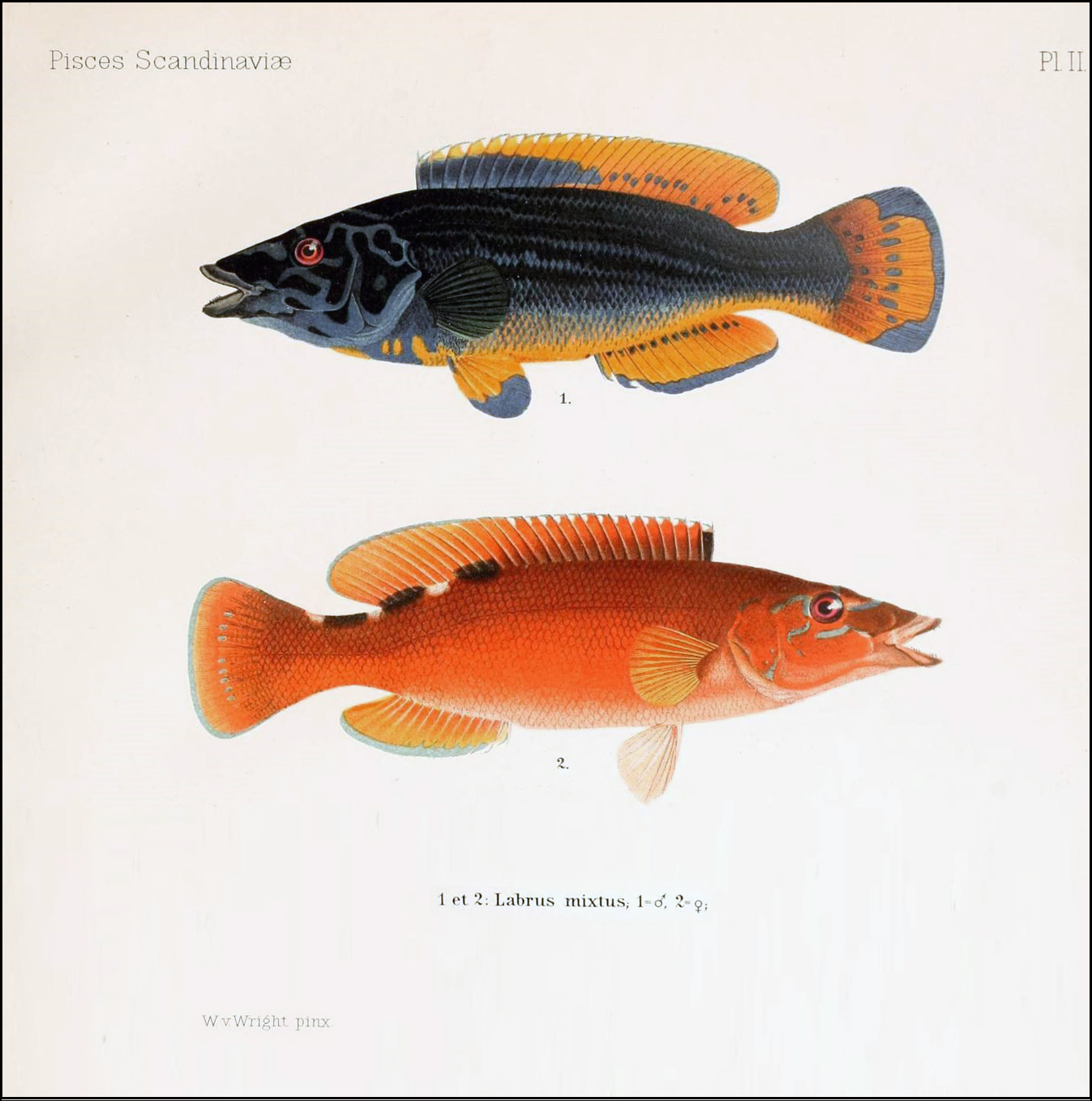
ベラ科(Labrus)の魚類
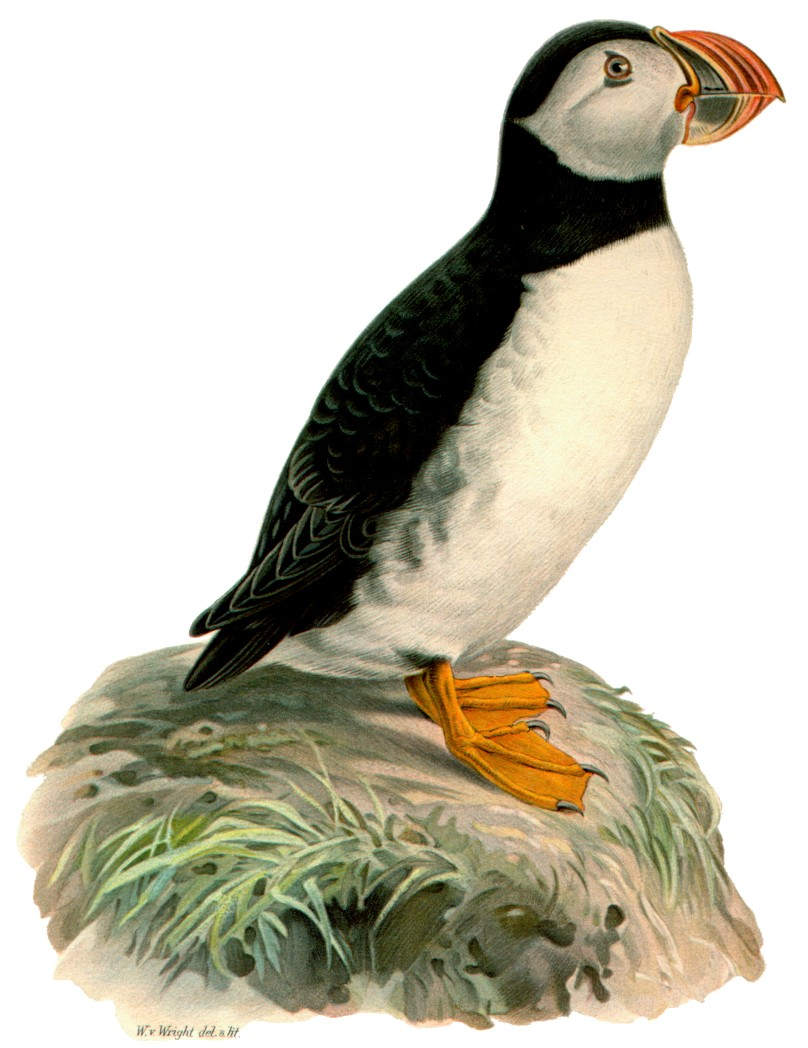
ニシツノメドリ(Fratercula arctica)